# 安娜·桑塔曼斯
安娜·桑塔曼斯（法語：Anna Santamans，1993年4月25日—）来自阿尔勒，是一名法国女子游泳运动员，主攻自由泳和蝶泳。2010年，她参加新加坡进行的首届青奥，获得女子50米自由泳并列冠军、女子50米蝶泳铜牌以及男女混合4×100米自由泳接力铜牌。2017年，她受左肩伤病的困扰，被迫暂别赛场长达20个月。